# إنديانابولس أولمبيانز
إنديانابولس أولمبيانز هو فريق كرة سلة أمريكي أٌسس عام 1949.